# Sky Blue
Sky Blue ist ein Lied des britischen Pop-Rock-Musikers Peter Gabriel aus dem Jahr 2002.

## Entstehung und Veröffentlichung
Die Erstveröffentlichung von Sky Blue erfolgte am 23. September 2002 als Teil von Gabriels siebtem Studioalbum Up.
Geloopte Samples des Songs wurden bereits für das am 15. April 2002 veröffentlichte vierte Soundtrack-Album Long Walk Home: Music from the Rabbit-Proof Fence von Gabriel zu dem australischen Film Long Walk Home (englischer Originaltitel: Rabbit-Proof Fence =Kaninchensicherer Zaun) von Phillip Noyce in den Titeln Ngankarrparni (Sky Blue – Reprise) und Cloudless verwendet.
Cloudless wurde auch am 3. November 2003 auf der zweiten CD Miss der UK- und der Deutschen Edition des Kompilationsalbums Hit veröffentlicht. Sky Blue erschien ebenfalls am 13. September 2019 auf dem Kompilations-Album Flotsam and Jetsam in der Version Sky Blue (Martyn Bennett Remix), die am 30. Dezember 2002 auch auf manchen Versionen der CD-Single von More Than This veröffentlicht wurde.
Die Blind Boys of Alabama waren die Vorgruppe bei Gabriels Growing Up Tour von 2003 bis 2004. Während der Tournee bat Gabriels Manager die Band, neben Gabriel für eine Zugabe auf der Bühne aufzutreten. Eines der Mitglieder, Clarence Fountain, lehnte dies mit der Begründung ab, dass die Band dann mehrere Stunden warten müsste, bevor sie auftreten könne. Charles Driebe, der als Manager der Blind Boys of Alabama fungierte, teilte Gabriels Manager mit, dass die Band „mehr an Hotelzimmern als an einer Zugabe“ interessiert sei, aber dennoch bereit sei, einen Song früher im Set zu spielen. Gabriel akzeptierte dieses Entgegenkommen und stimmte zu, dass die Band jeden Abend zu ihm auf die Bühne kommen würde, um bei Sky Blue aufzutreten. Gabriel begann mit der Aufführung von Sky Blue auf der Growing Up Tour mit den Blind Boys of Alabama am 12. November 2002 in Chicago und setzte dies für den Rest der Tournee fort. Zuvor hatte er den Song während seines Tourstopps in Mexiko-Stadt ohne die Gospelgruppe aus Alabama gespielt. Sky Blue erschien als fünfter Song des Sets und wurde nach Secret World gespielt. Während dieser Auftritte saßen Clarence Fountain, Jimmy Carter, Joey Williams und George Scott in einer Kompassrosen-artigen Formation auf einer Plattform in der Mitte der Bühne. Die Bühne und ein von der Decke hängendes, aufgeblasenes Ei wurden mit azurblauen Farben und Wolkenprojektionen beleuchtet. Gabriel positionierte sich für die ersten beiden Strophen des Songs hinter den Keyboards, bevor er sich auf die äußeren Teile der Bühne begab, die sich gegen seine Bewegungen drehten. Während des letzten Refrains dieser Auftritte verließen Gabriel und seine Tochter Melanie die Bühne, während sich die Plattform der Blind Boys of Alabama unter der Bühne erhob. Für die Gesangsharmonien schlug Fountain die tiefsten Töne an und Carter deckte die oberen Register ab. Diese Live-Version wurde zuerst am 3. November 2003 in einer Aufnahme aus dem Fila Forum in Mailand, Lombardei, Italien in dem Konzertfilm Growing Up Live von Hamish Hamilton veröffentlicht. Das gleichnamige Audio-Livealbum erschien am 8. Februar 2019 bei Musik-Streaming-Plattformen und auf Vinyl als 3LP-Version, jedoch nicht als CD.
Von Sky Blue wurden 2025 unter Bandcamp Exclusives alternative Versionen veröffentlicht:
1. Am 12. Februar 2025 wurde der Vibe Mix veröffentlicht (7:46), eine frühe alternative Version vom 1. Juni 1990.[15]
2. Am 19. Februar 2025 wurde der Mood Mix veröffentlicht (6:31), eine alternative Version vom 8. Juni 1990.[16]
3. Am 27. Februar 2025 wurde die Post Band Version veröffentlicht (6:29), eine alternative Version vom 16. November 1990.[17]

Alle drei alternative Versionen wurden in den Real World Studios aufgenommen, mit Peter Gabriel und Daniel Lanois als Musikproduzenten und David Bottrill und Richard Blair als Tontechniker.

## Hintergrund

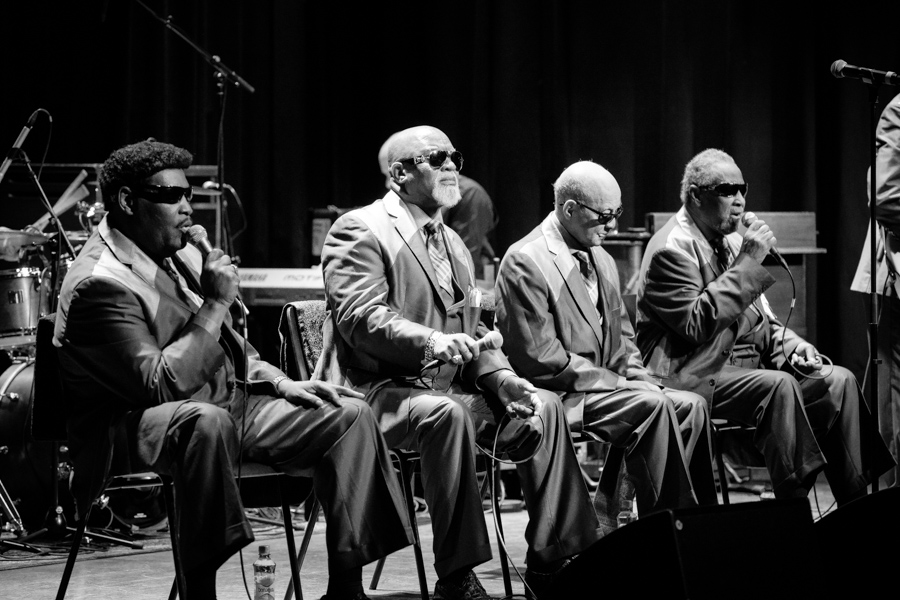
The Blind Boys of Alabama sangen den Begleitgesang bei Sky Blue

Die Ursprünge von Sky Blue reichen bis in die 1980er Jahre zurück, etwa 15 Jahre bevor der Song schließlich 2002 auf dem Album Up veröffentlicht wurde. Gabriel entwickelte zunächst das Hauptriff, das er für eine spätere Verwendung vormerkte. Er nahm in den Jahren 1990–1992 mehrere Versionen des Songs für das Album Us auf, die jedoch alle nicht verwendet wurden. Für Up kehrte Gabriel zu dem Song zurück, was ihn zum ältesten Lied des Albums macht. Im Vergleich zu dem für Us aufgenommenen Demo, das Gabriel als bandorientiertes Arrangement beschrieb, weist die Version auf Up eine spärlichere Instrumentierung auf.
Gabriel war bei der Entstehung von Sky Blue von der Soul-Musik beeinflusst, weshalb er die Blind Boys of Alabama bat, einige Overdubs aufzunehmen, die schließlich in die letzten zwei Minuten des Songs aufgenommen wurden. Fünf Mitglieder der Blind Boys of Alabama nahmen an der Aufnahmesession teil. Gabriel bemerkte, dass die Gesangsgruppe „außergewöhnliche Stimmen“ hatte und auch „außergewöhnliche Menschen waren, aber die Stimmen sind eingelebt und haben eine andere Qualität als junge Stimmen. Ich glaube, das ist eine meiner liebsten emotionalen Stellen auf der Platte.“

## Inhalt und Bedeutung
Sky Blue von Peter Gabriel mit den Blind Boys of Alabama ist ein Lied, das von Gefühlen des Verlorenseins, des Reisens und der Bedeutung der Freiheit handelt. Der Text beschreibt ein Gefühl des Verlorenseins, sowohl physisch als auch emotional, und die Suche nach einem Gefühl der Stabilität und Verbindung. Die Zeile „Lost my time lost my place in Sky blue“ (=„Ich habe meine Zeit verloren, meinen Platz im Himmelblau verloren“) suggeriert ein Gefühl der Orientierungslosigkeit und des Fremdseins. Der Refrain unterstreicht die Erschöpfung, die mit ständigem Reisen und der Abwesenheit von zu Hause einhergeht, während er gleichzeitig die Notwendigkeit der Bewegung anerkennt, um ein Gefühl der Stabilität zu erhalten. Der Satz „free to wander, free to roam“ (=„frei zu wandern, frei zu schweifen“) zeigt, wie wichtig es ist, sich frei bewegen und erkunden zu können, um ein Gefühl für Sinn und Richtung zu finden. In der zweiten Strophe geht es um die Erfahrung, allein unterwegs zu sein und eine tiefe Präsenz zu spüren, die sowohl tröstlich als auch unbestreitbar ist, dargestellt durch die wiederholte Phrase Sky blue. Diese Präsenz kann die natürliche Welt, ein Gefühl von Spiritualität oder eine Verbindung zu einer Gemeinschaft sein. Die letzte Strophe deutet eine tiefe Traurigkeit an, die danach schreit, gehört zu werden. Die Zeile „I can hear the same voice calling, crying out, from my heart“ (=„Ich kann dieselbe Stimme hören, die aus meinem Herzen ruft“) deutet darauf hin, dass man innehalten und auf seine eigenen Gefühle hören muss, um Frieden zu finden. Insgesamt ist Sky Blue ein Lied über den Kampf, inmitten des Chaos der ständigen Reisen und der Ungewissheit ein Gefühl der Stabilität und Verbundenheit zu finden.

## Musik
Die Instrumentierung von Sky Blue umfasst elektronische Loops, Shaker-orientierte Perkussion, sanfte Basstöne und helle, resonante Gitarren. Neben Gabriels Tourneeband ist auch Daniel Lanois, der Gabriels Studioalben von 1984 bis 1992 produzierte, an Gitarre und Schlagzeug zu hören. Gabriel arbeitete auch mit Peter Green zusammen, einem britischen Gitarristen (bekannt als Gründungsmitglied von Fleetwood Mac), den er schon als Kind bewunderte. Die beiden führten zwei Aufnahmesessions durch, eine davon in den Real World Studios und eine weitere in Greens Heimstudio. Gabriel bat Green, ein Gitarrensolo zu spielen, das der Musik ähnelte, mit der er aufgewachsen war, aber Green entschied sich stattdessen für eine unterstützende Rolle, die sich mehr auf die Textur konzentrierte. Abgesehen von der Hammondorgel, die von David Sancious gespielt wurde, deckte Gabriel die meisten Keyboards auf Sky Blue ab, einschließlich eines Instruments, das in den Liner Notes als „Glühwürmchen-Tasten“ („firefly keys“) bezeichnet wird. Richard Chappell, der als einer der Aufnahmetechniker für Up fungierte, sagte, dass sich die „Glühwürmchen-Tasten“ auf einen Satz von Klangeinstellungen eines GigaSamplers bezogen, der ein PC-basierter Sampler ist.

## Mitwirkende
(Quelle:)

### Musiker
- The Blind Boys of Alabama (Clarence Fountain, Jimmy Carter, George Scott, Joey Williams) – Begleitgesang
- Richard Chappell – Musikprogrammierung
- Melanie Gabriel – Begleitgesang
- Peter Gabriel – Hauptgesang, Bösendorfer, Firefly Keys, Bass Pulse, MPC-Groove
- Peter Green – Gitarre
- Manu Katché – Schlagzeug
- Daniel Lanois – Gitarre, Perkussion
- Tony Levin – Bass
- Ged Lynch – Perkussion
- David Rhodes – Gitarre, Begleitgesang
- David Sancious – Hammondorgel
- Alex Swift – zusätzliche Musikprogrammierung

### Technisches Personal
- Tchad Blake – Mixing
- Richard Chappell – Tonaufnahme, Toningenieur
- Alan Coleman – Assistent der Tontechnik
- Tony Cousins – Mastering
- Richard Evans – zusätzliche Tontechnik
- Ben Findlay – zusätzliche Tontechnik
- Peter Gabriel – Liedtext, Komposition, Produktion
- Paul Grady – Assistent des Mixings
- Edel Griffith – Assistentin der Tontechnik
- Claire Lewis – Assistentin des Mixings
- Marco Migliari – Assistent des Mixings
- Steve Osborne – Produktion
- Annie Parsons – Assistentin für Peter Gabriel
- Dan Roe – Assistent der Tontechnik
- Chris Treble – Assistent der Tontechnik

## Rezensionen
Andy Kerman schrieb für das US-amerikanische Online-Magazin PopMatters, dass die lange Entstehungszeit von Sky Blue die zehnjährige Entwicklungszeit von Up widerspiegelt. Er lobte auch den Gesang der Blind Boys of Alabama und verglich ihn mit „demselben Pop-Gospel-Terrain“, das auch Don’t Give Up von Gabriels 1986er-Album So einnimmt. Peter Menocal von dem US-amerikanischen Online-Magazin Kludge bemerkte, wie Gabriels „raspeliger“ Gesang die Instrumentierung lenkte. Chris Nicksong schrieb für das US-amerikanische CMJ Magazine und hob den „zitternden Optimismus“ des Songs hervor. In seinem Buch Without Frontiers: The Life and Music of Peter Gabriel bezeichnete Daryl Easlea Sky Blue als „pure standout“ auf Up und war außerdem der Meinung, dass der Song anstelle von The Barry Williams Show als erste Single des Albums veröffentlicht werden sollte.